# Sebastião Lazaroni
Sebastião Barroso Lazaroni (ur. 25 września 1950 w Muriaé) – brazylijski trener piłkarski i piłkarz grający na pozycji bramkarza.

## Życiorys

### Kariera trenerska
Karierę szkoleniową rozpoczął w połowie lat 80.; w wieku 34 lat został trenerem CR Flamengo, z którym zdobył mistrzostwo stanu Rio de Janeiro, a następnie ten wynik powtórzył (dwukrotnie) z CR Vasco da Gama. W 1989 roku otrzymał nominację na selekcjonera reprezentacji Brazylii. Dzięki zwycięstwu w Copa América 1989 został uznany za najlepszego trenera Ameryki Południowej roku 1989. Z kadrą pożegnał się kilka miesięcy później po słabym (1/8 finału) występie na Mundialu 1990. Przez dwa lata pracował w klubie z Serie A AC Fiorentina, z którą dwa razy zajął dwunaste miejsce w tabeli. Później z bez większych sukcesów prowadził zespoły z Turcji (m.in. Fenerbahçe SK), Meksyku, Chin, Arabii Saudyjskiej, Japonii i Kuwejtu, dwukrotnie był selekcjonerem reprezentacji Jamajki. Ze wszystkich odchodził lub był zwalniany po kilku miesiącach pracy. Od czerwca 2007 roku był szkoleniowcem portugalskiego CS Marítimo. Następnie był trenerem Qatar SC i reprezentacji Kataru.

## Sukcesy

### Trenerskie
CR Flamengo
- Zwycięzca Campeonato Carioca: 1986

CR Vasco da Gama
- Zwycięzca Campeonato Carioca: 1987, 1988

Al-Hilal
- Zwycięzca Pucharu Arabii Saudyjskiej: 1992

Shanghai Greenland Shenhua
- Zwycięzca Chinese FA Super Cup: 1999

Yokohama F. Marinos
- Zwycięzca Pucharu Japonii: 2002

Qatar SC
- Zwycięzca Pucharu Kataru: 2009
- Zwycięzca Qatari Stars Cup: 2014

Brazylia
- Zwycięzca Copa América: 1989
- Awans do Mundialu 1990 i start w tym turnieju (1/8 finału) z reprezentacją Brazylii
- Najlepszy trener Ameryki Południowej w 1989